# Ervin Skela
Ervin Skela (n. 17 noiembrie 1976, Vlora, Albania) este un fotbalist albanez care joacă pe postul de mijlocaș pentru FC Hanau 93 în Gruppenliga Frankfurt Ost, al șaptelea eșalon al fotbalului german. 
Mare parte din carieră a petrecut-o în Germania, jucând în rest și pentru echipe din Albania, Italia și Polonia. Este al treilea cel mai selecționat fotbalist albanez cu 75 de apariții, dar și al treilea cel mai bun marcator din istoria naționalei sale, cu 13 reușite.

## Cariera

### Începutul carierei
Skela a început să joace fotbal în Albania de la o vârstă fragedă. A început cariera de profesionist la echipa sa locală KS Flamurtari Vlorë, care, la momentul acela era una din cele mai bune echipe din Albania. A jucat pentru Vlora timp de trei sezoane, între 1992 și 1995, fiind împrumutat pentru o scurtă perioadă de timp în 1993 la KF Tirana.

### Germania
După trei ani de fotbal în Albania, Skela a fost transferat de echipa germană Union Berlin. În trei ani petrecuți la clubul berlinez a jucat în peste 57 de meciuri și a marcat opt goluri. În 1997 a ajuns la FC Erzgebirge Aue, unde a jucat 47 de meciuri și a marcat șapte goluri. În 1999 Skela a fost transferat de FC Chemnitzer, unde a jucat peste 50 de meciuri și a marcat 11 goluri. În ianuarie 2000 a ajuns la SV Waldhof Mannheim, club care a ratat promovarea în acest sezon la doar un singur punct. După 15 meciuri jucate pentru Waldhof s-a transferat la Eintracht Frankfurt, pentru care a jucat timp de trei ani, adunând 92 de meciuri și 26 de goluri. 

### Ascoli
El a semnat un contract pe un an cu Ascoli, pentru care a debutat pe 9 septembrie 2006. Cu toate acestea, Skela nu a reușit să se impună ca titular și a rămas liber de contract, jucând doar în șapte partide pentru formația alb-neagră.

### Energie Cottbus
În ianuarie 2007, Skela a revenit în Germania pe 29 ianuarie 2007, semnând cu Energie Cottbus un contract pe doi ani și jumătate. În perioada petrecută la Cottbus, Skela a devenit un jucător cheie și unul dintre preferații fanilor. În sezonul 2007-2008 a jucat 34 de meciuri și a marcat șapte goluri, Cottbus reușind să se salveze de la retrogradare. La sfârșitul sezonului avea în total 137 de meciuri și 21 de goluri în Bundesliga.
Pe 22 noiembrie 2008, Skela a marcat un gol istoric împotriva giganților de Bayern München, un meci valabil pentru etapa a paisprezecea a sezonului 2008-2009, pierdut de Cottbus pe Allianz Arena cu scorul de 1-4, devenind primul și singurul jucător albanez care reușește să înscrie împotriva lui Bayern München. El a marcat al doilea său gol al sezonului pe 26 aprilie 2009, împotriva echipei care avea să fie campioană în acel sezon, VfL Wolfsburg, ajutând-o pe Cottbus să câștige cu 2-0 și devenind prima echipă care a reușit să o învingă pe VfL Wolfsburg după 4 luni de invincibilitate.
După doi ani la FC Energie Cottbus, Skela a părăsit clubul la data de 30 iunie 2009.

### Koblenz
După patru luni fără club, el a semnat pe 14 octombrie 2009 un contract pe doi ani cu TuS Koblenz, primind tricoul cu numărul 28. Skela și-a făcut debutul în etapa a noua a sezonului 2009-2010 împotriva lui Rot Weiss Ahlen, jucând 90 de minute într-un meci terminat la egalitate, scor 1-1. După meci, antrenorul echipei Rapolder, frustrat de jocul slab al celorlalți jucători, a declarat că „Skela singur nu poate decide toate meciurile” și că așteaptă mai mult de la jucători ca Shefki Kuqi, Matej Mavric, Benjamin Lentile și Melinho. Skela a jucat în 17 meciuri pentru Koblenz, care a încheiat sezonul pe locul 17, loc retrogradabil.

### Windeck
Pe 1 februarie 2011, Skela s-a alăturat echipei FC Germania Windeck.

### Arka Gdynia
Pe 4 martie 2011, Skela a părăsit Germania Windeck și a semnat cu Arka Gdynia. Skela a debutat pentru Arka pe 11 martie 2011, jucând în ultimele minute ale egalului din deplasare, scor 2-2, cu Górnik Zabrze. Aici a jucat puțină vreme, părăsind clubul în iunie 2011. El a intrat în doar cinci meciuri, fiind titular în trei dintre ele.

### FC Hanau 93
După ce nu a mai jucat fotbal profesionist de când și-a reziliat contractul cu Arka Gdynia în 2011, Skela a semnat cu echipa de liga a opta germană FC Hanau 93 pe 29 ianuarie 2014, la vârsta de 37 de ani.
În sezonul 2014-2015, Skela a fost cel de-al doilea marcator al echipei în urma lui Kahraman Damar cu 18 goluri, ajutând-o să obțină promovarea în Gruppenliga Frankfurt Ost (VII).
Pe 16 ianuarie 2016, Hanau 93 a confirmat prin intermediul paginii de Facebook a echipei că Skela și-a prelungit contractul cu clubul pentru încă un sezon.
În sezonul 2017-2018 sezon, Skela a jucat foarte rar, prinzând doar 5 meciuri, din cauză că trebuia să participe la cursurile de antrenori pentru obținerea licenței Pro. Pe 28 aprilie 2018 și-a prelungit contractul pentru încă un an.

## Carieră internațională
Skela a fost pentru prima dată selecționat în echipa națională de fotbal a Albaniei în 2000, strângând în total 75 de meciuri în care a marcat 13 goluri. Alături de Lorik Cana deține recordul pentru cele mai multe meciuri jucate în preliminariile Campionatului Mondial, cu 28 în total. Pe 7 iunie 2013, cu câteva minute înainte de începerea meciului cu Norvegia contând pentru calificările la Campionatul Mondial din 2014, care s-a jucat pe Stadionul Qemal Stafa, el și vechiul său coechipier Altin Lala au primit o plachetă din partea Federației Albaneze de Fotbal, pentru contribuțiile lor aduse echipei naționale.

## Statistica meciurilor la echipa națională
Din 6 septembrie 2011
| Echipa națională | An    | Meciuri | Goluri |
| ---------------- | ----- | ------- | ------ |
| Albania          | 2000  | 4       | 0      |
| Albania          | 2001  | 5       | 1      |
| Albania          | 2002  | 0       | 0      |
| Albania          | 2003  | 9       | 3      |
| Albania          | 2004  | 8       | 1      |
| Albania          | 2005  | 10      | 1      |
| Albania          | 2006  | 6       | 2      |
| Albania          | 2007  | 7       | 1      |
| Albania          | 2008  | 7       | 1      |
| Albania          | 2009  | 8       | 2      |
| Albania          | 2010  | 7       | 1      |
| Albania          | 2011  | 4       | 0      |
| Total            | Total | 75      | 13     |

## Palmares

### Cluburi
Hanau
- Kreisoberliga Hanau (VIII) (1): 2014-15

### Individual
- Fotbalistul albanez al anului (1): 2007[27]